# Jacob Aaron Westervelt

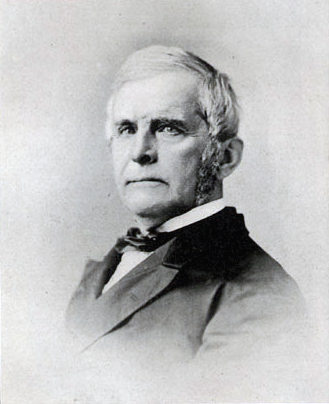
Jacob Aaron Westervelt

Jacob Aaron Westervelt (* 20. Januar 1800 in Tenafly, New Jersey; † 21. Februar 1879 in New York City) war ein US-amerikanischer Schiffsbauunternehmer und von 1853 bis 1855 Bürgermeister der Stadt New York. Seine Werft baute 247 Schiffe.
Westervelt war der älteste Sohn von Ari (Aaron) Westervelt, einem Bauunternehmer niederländischer Herkunft, und Vrowti Westervelt. Sein Vater verstarb, als Westervelt 14 Jahre alt war. Ab 1817 lernte und arbeitete er in der Werft von Christian Bergh, wo er bis 1836 tätig blieb, ab 1822 als Partner. Von 1836 bis 1864 leitete er die Firma Westervelt & Co, baute kleinere Segelschiffe, Clipper, dann auch Rad- und Schraubendampfer. Die Firma machte die Höhen und Tiefen der Schifffahrtskonjunktur mit. Kurz vor dem Bürgerkrieg war Westervelt einer der reichsten Schiffsbauer und Reeder der USA, verlor aber viele seiner Schiffe durch Angriffe der Konföderierten und die Firma musste in der Flaute nach dem Ende des Bürgerkrieges 1868 liquidiert werden.

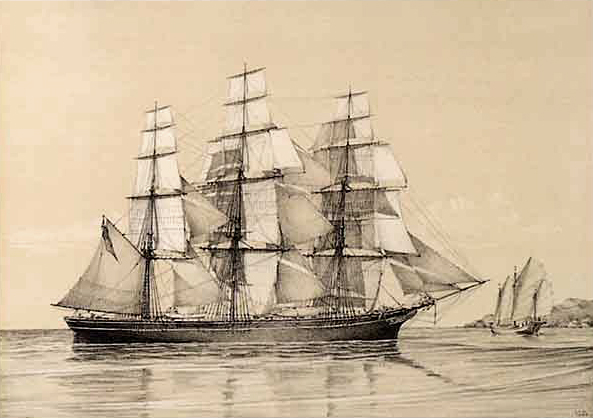
Clipper N.B. Palmer, gebaut von Westervelt & MacKey in 1851

Westervelts politische Karriere als Demokrat begann 1840 und fand ihren Höhepunkt in seiner kurzen Amtsperiode als Bürgermeister. Er erbte eine schwierige Finanzlage und versuchte, gegen große Widerstände Reformen wie die Uniformierung der New Yorker Polizei durchzusetzen. Die Exhibition of the Industry of All Nations (1853) im New York Crystal Palace fiel in seine Amtszeit. Mit seiner Initiative vom Januar 1854, den Central Park zu verkleinern, machte er sich wenig Freunde.
Von 1868 bis zu seinem Tod übte er die Funktion eines Dock Commissioners aus.